# Антипов, Евгений Фёдорович
Евгений Фёдорович Антипов (1910—1968) — советский авиаконструктор, специалист в области гироскопической техники и бортовых систем автоматического управления самолетами.

## Биография
Окончил МММИ им. Н. Э. Баумана (1935), кафедра «Точная механика», и аспирантуру при кафедре «Авиационные приборы». Ученик профессора Георгия Владимировича Щипанова (1903—1953).
С 1932 г. работал в КБ завода «Авиаприбор». С 1940 г. начальник (главный конструктор) ОКБ завода № 213 НКАП СССР (Энгельс), с 1944 ОКБ-122 (Москва), с 1951 Завода № 923 и ОКБ-923, КБ завода «Авиаприбор», с 1959 НИИ-923 (потом — Московский НИИ электромеханики и автоматики (МНИИЭА)).
Под его руководством созданы датчики угловых скоростей самолета, гироскопические гиромагнитные компасы, гироскопические приборы определения направления полета, автопилоты самолетов гражданской авиации.
Лауреат Ленинской премии 1959 года в области военной науки и техники.
Доктор технических наук, профессор.
Похоронен на Даниловском кладбище в Москве.
Соавтор справочников и учебников:
- Асс Б. А., Жукова Н. М., Антипов Е. Ф. Детали и узлы авиационных приборов и их расчет. Изд.2, перераб. и доп. 1966. Твердый переплет. 416 с.
- Детали авиационных приборов : [Учебник для авиац. техникумов] / Б. А. Асс, Е. Ф. Антипов, Н. М. Жукова. — 3-е изд., перераб. и доп. — М. : Машиностроение, 1979. — 232 с, ил.; 22 см.

Награждён орденом Красной Звезды (04.11.1940) — «за достижения в создании и освоении новых винтов, радиаторов, приборов и агрегатов для Красного Воздушного Флота».